# Aschaffenburg Challenger 1999
L'Aschaffenburg Challenger 1999 è stato un torneo di tennis facente parte della categoria ATP Challenger Series nell'ambito dell'ATP Challenger Series 1999. Il torneo si è giocato a Aschaffenburg in Germania dal 7 al 12 settembre 1999 su campi in terra rossa.

## Vincitori

### Singolare
Rene Nicklisch ha battuto in finale  Luis Horna 3-6, 6-2, 7-6

### Doppio
Francisco Cabello /  Michael Kohlmann hanno battuto in finale  Vincenzo Santopadre /  Cristiano Testa 1-6, 6-3, 6-4